# 59 Times the Pain
59 Times the Pain to zespół szwedzki zespół grający hardcore punk. Grupa powstała w 1992 roku w mieście Fagersta. W roku 1993 zespół został przyjęty do Burning Heart Records. Nazwa zespołu pochodzi od tytułu piosenki grupy Hüsker Dü z płyty "New Day Rising". Grupa rozpadła się w 2001 roku. W 2008 roku zespół reaktywował się na potrzeby występu na belgijskim festiwalu Groezrock.

## Dyskografia

### Albumy
- Blind Anger & Hate – 1994
- More Out of Today – 1995
- Twenty Percent of My Hand – 1997
- End of the Millennium – 1999
- Calling the Public – 2001

### EP
- Even More Out Of Today – 1995
- Music For Hardcorepunx – 1998
- Turn At 25th – 1999

### Składanki
- Punk+ – 1995
- Cheap Shots vol.1 – 1995
- Cheap Shots vol.2 – 1996
- Cheap Shots vol.3 – 1997
- Punk-O-Rama Vol. 4 – 1999
- Short Music for Short People – 1999
- Cheap Shots vol.4 – 2000
- Cheap Shots vol.5 – 2001
- Hang The VJ – 2001
- Hardcore for Syria – 2012

### Teledyski
- More Out of Today – 1995
- Can't Change Me – 1997

## Skład zespołu

### Ostatni skład
- Magnus Larnhed - wokal prowadzący, gitara rytmiczna
- Niklas Lundgren - gitara prowadząca
- Toni Virtanen - perkusja
- Michael Conradsson - gitara basowa

### Poprzedni członkowie
- Kai Kalliomäki - gitara prowadząca